# Nigrita
A Nigrita  a madarak osztályának verébalakúak (Passeriformes) rendjébe és a díszpintyfélék (Estrildidae) családjába tartozó nem.

## Rendszerezés
A nemet Hugh Edwin Strickland írta le 1843-ban, jelenleg az alábbi 4 faj tartozik ide:
- fehérmellű négerpinty (Nigrita fusconotus)
- kétszínű négerpinty (Nigrita bicolor)
- világoshomlokú négerpinty (Nigrita luteifrons)
- szürkefejű négerpinty (Nigrita canicapilla)

## Előfordulásuk
Afrika nyugati, középső és keleti részén honosak.

## Megjelenésük
Testhosszuk 10-15 centiméter közötti.